# Somatina syneorus
Somatina syneorus är en fjärilsart som beskrevs av Louis Beethoven Prout 1915. Somatina syneorus ingår i släktet Somatina och familjen mätare. Inga underarter finns listade i Catalogue of Life.